# Tasha Smith
Tasha Smith (Camden, 28 febbraio 1971) è un'attrice statunitense.

## Carriera
Nata in New Jersey da una madre single, Tasha Smith ha una sorella gemella omozigota di nome Sidra. All'età di 19 anni lasciò la scuola e si trasferì in California.
Il suo debutto avvenne nel 1994 quando ebbe un piccolo ruolo nel film "I babysitter". Relegata per lo più a ruoli di comprimaria, anche in produzioni importanti come FBI: Protezione testimoni 2, ebbe il suo primo ruolo da protagonista in Una squadra molto speciale, film del 2008 diretto da Fred Durst.
Tra il 2011 e il 2017 è stata tra le protagoniste della serie televisiva For Better or Worse.

## Filmografia

### Cinema
- I babysitter (Twin sitters), regia di John Paragon (1994)
- Let It Be Me, regia di Eleanor Bergstein (1995)
- FBI: Protezione testimoni 2 (The Whole Ten Yards), regia di Howard Deutch (2004)
- ATL, regia di Chris Robinson (2006)
- Prigione di vetro 2 (Glass House: The Good Mother), regia di Steve Antin (2006)
- Una squadra molto speciale (The Longshots), regia di Fred Durst (2008)
- L'isola delle coppie (Couples Retreat), regia di Peter Billingsley (2009)
- Why Did I Get Married Too?, regia di Tyler Perry (2010)
- Jumping the Broom - Amore e altri guai (Salim Akil), regia di Howard Deutch (2011)
- Bad Boys: Ride or Die, regia di Adil El Arbi e Bilall Fallah (2024)

### Televisione
- Chicago Hope - 1 episodio (1997)
- Max Q,  la regia di Robert J. Avrech (1998) (film TV)
- Nip/Tuck - 1 episodio (2004)
- For Better or Worse - 162 episodi (2011-2017)
- Empire - 31 episodi (2015-2020)
- Power - 3 episodi (2015)
- Star - 1 episodio (2016)
- RuPaul's Drag Race - ottava stagione (2016) (reality show)
- Daytime Divas - 1 episodio (2017)
- Big Sky - 2 episodi (2020-2021) (regista)

## Doppiatrici italiane
Nelle versioni in italiano delle opere in cui ha recitato, Tasha Smith è stata doppiata da:
- Laura Facchin in Nip/Tuck
- Alessandra Cassioli in Bad Boys: Ride or Die